# Pont-Scorff
Pont-Scorff är en kommun i departementet Morbihan i regionen Bretagne i nordvästra Frankrike. Kommunen ligger i kantonen Pont-Scorff som tillhör arrondissementet Lorient. År 2022 hade Pont-Scorff 4 015 invånare.

## Befolkningsutveckling
Antalet invånare i kommunen Pont-Scorff
| Referens: INSEE |